# Jorge Lardé y Larín
Jorge Lardé y Larín (Santa Ana, 31 de diciembre de 1920 - San Salvador, 8 de mayo de 2001) fue un historiador, docente y periodista salvadoreño. Hijo del científico salvadoreño de origen francés Jorge Lardé y Arthés, y de la profesora Benigna Larín de Lardé, originaria de Juayúa, Sonsonate. 
Formó una familia con María Lilia González (hija del químico y escritor Dr. Rafael González Sol y de Laura González de González, hija del positivista Dr. Darío González), con quien tuvo a su único hijo, el ingeniero químico Jorge Gerardo Lardé González.
Realizó sus estudios de secundaria en el Instituto Nacional "General Francisco Menéndez" de San Salvador. A los 16 años de edad comenzó su carrera como periodista, al incorporarse a la redacción del periódico "El Diario de Hoy". En dicho periódico publicaría entre 1937 y 1993, una gran cantidad de artículos sobre temas de historia, geología, lingüística, toponimia, arqueología y biografía de El Salvador y 
Centroamérica. En la década de 1940, trabajo en los periódicos "La Tribuna" y "Diario Latino". También ejerció la docencia en institutos secundarios y en la Universidad de El Salvador.

## Cargos desempeñados
- Entre 1949 y 1961 militó en las filas políticas del Partido Acción Renovadora (PAR), del capítulo salvadoreño del Partido Unionista Centroamericano (PUCA) y también del Partido Revolucionario de Unificación Democrática (PRUD).
- En 1956, junto con la cardióloga Dra. María Isabel Rodríguez, la profesora Antonia Portillo de Galindo y los escritores Luis Gallegos Valdés y también Mario Hernández Aguirre fue electo diputado de la Asamblea Legislativa.
- Además, desempeñó otros cargos en la administración pública como: La dirección del Museo Nacional “David J. Guzmán” (1949-1956), la subsecretaría del Ministerio de Cultura en 1956-1960 (Actual Ministerio de Educación,) y, finalmente encargado temporal de ese despacho, en tiempos del presidente y teniente coronel José María Lemus.
- Así también, en el Ministerio de Relaciones Exteriores ocupó el puesto de asesor histórico en la Dirección General de Límites (1978-1992), ese mismo cargo lo ocupó en el Departamento de Historia Militar del Ministerio de Defensa, en el que permaneció hasta el día de su muerte.[1]

## Obras publicadas
Lardé y Larín publicó una extensa obra historiográfica en la que destacan los libros: "El Salvador. Historia de sus pueblos, villas y ciudades" (1957), "Toponimia autóctona de El Salvador", (3 volúmenes, 1975-1977); "El Salvador: inundaciones e incendios, erupciones y terremotos" (1978); "Orígenes de la Fuerza Armada de El Salvador"(1977); "El Salvador: descubrimiento, conquista y colonización" (1983), este último es una obra de carácter enciclopédico que relata detalladamente, el proceso de establecimiento del dominio español en el territorio salvadoreño. 
Otras obras que fueron publicadas en el transcurso de su vida, entre las que se encuentran: 
- Arce en el proceso de la independencia (1948),
- Orígenes de la villa de la Santísima Trinidad de Sonsonate (1950),
- Orígenes del convento de Santo Domingo de San Salvador (1950),
- Paleontología salvadoreña (1950),
- Orígenes del periodismo en El Salvador (1950),
- Recopilación de leyes relativas a la historia de los municipios de El Salvador (1950),
- Geología salvadoreña (1952),
- Guía histórica de El Salvador (1952),
- El acta de independencia de Centroamérica (1953),
- Himnología Nacional de El Salvador (1953),
- Monografías históricas del departamento de Santa Ana (1955),
- José Simeón Cañas, viroleño ilustre (1956),
- Ramón Belloso (1957),
- Isidro Menéndez (1958),
- La estela de Tazumal (1959),
- El grito de La Merced (1960),
- Bolívar en El Salvador (1972),
- España en El Salvador (1977), e
- Historia de Centroamérica (1981).

## Reconocimientos obtenidos
El trabajo investigativo e intelectual que desarrolló Jorge Lardé y Larín durante toda su vida, fue premiado y reconocido en múltiples ocasiones. Entre sus principales méritos y reconocimientos están: 
- Premio Nacional de Cultura, en la rama de Ciencias (noviembre de 1982).
- Laurel de Oro Ancalmo (1991).
- Premio de Cultura “Antonia Portillo de Galindo” (1992).[1]

Además, Lardé y Larín ocupó un puesto distinguido en la Academia Salvadoreña de la Historia de la que fue elegido académico de número en 1952. En 1983 fue nombrado director perpetuo de esta institución (correspondiente de la Real Academia de la Historia) y director emérito, en diciembre de 2000. 
Entre los reconocimientos que recibió están el Premio Nacional de Cultura de 1982; el título de Doctor honoris causa en Humanidades (1996) que le otorgó la Universidad Dr. José Matías Delgado y el nombramiento de "Salvadoreño meritísimo" (1999) por parte de la Asamblea Legislativa de El Salvador.